# Elecciones seccionales de Ecuador de 1961
Las elecciones seccionales de Ecuador de 1961 se realizaron para elegir los cargos de 18 presidentes de consejos provinciales, consejeros provinciales y concejales municipales para el periodo 1961-1963.

## Resultados a Presidente de Concejo Provincial
| Provincia        | Presidente                 | Partido o alianza |
| ---------------- | -------------------------- | ----------------- |
| Azuay            | Carlos Arízaga Vega        | PCE               |
| Bolívar          |                            |                   |
| Cañar            |                            |                   |
| Carchi           |                            |                   |
| Chimborazo       |                            |                   |
| Cotopaxi         |                            |                   |
| El Oro           |                            |                   |
| Esmeraldas       | Daniel Álvarez Tenorio     | PLRE              |
| Guayas           | Assad Bucaram Elmhalin     | CFP               |
| Imbabura         |                            |                   |
| Loja             |                            |                   |
| Los Ríos         |                            |                   |
| Manabí           | Emilio Bowen Roggiero      | FNV               |
| Morona Santiago  |                            |                   |
| Napo             |                            |                   |
| Pastaza          |                            |                   |
| Pichincha        | Francisco Salazar Alvarado | PCE               |
| Tungurahua       | Ernesto Bucheli Bucheli    | PLRE              |
| Zamora Chinchipe |                            |                   |